# Віган Боро
«Віган Боро» (англ. Wigan Borough Football Club) — колишній англійський футбольний клуб з Вігана, графство Ланкашир. Заснований 1919 року, розформований 1931.

## Історичні назви
- 1919 – Віган Юнайтед
- 1920 – Віган АФК
- 1920 – Віган Боро ФК
- 1931 – розформований
- 1932 – заснований клуб Віган Атлетік

## Кубок Англії
Виступи в Кубку Англії:
- 3 коло: 1925/26, 1928/29

## Статистика виступів в чемпіонатах
| Англія (1920 – 1931) |                          |        |                                           |                                           |                                           |                                           |                                           |                                           |                                           |                                           |       |
| Сезони               | Ліга                     | Рівень | І                                         | В                                         | Н                                         | П                                         | ЗМ                                        | ПМ                                        | +/-                                       | О                                         | Місце |
| 1920/21              | Ланкашир                 | –      | 34                                        | 6                                         | 8                                         | 20                                        | 41                                        | 79                                        | -38                                       | 20                                        | 17.   |
| 1921/22              | Третій дивізіон - Північ | 3      | 38                                        | 11                                        | 9                                         | 18                                        | 46                                        | 72                                        | -26                                       | 31                                        | 17.   |
| 1922/23              | Третій дивізіон - Північ | 3      | 38                                        | 18                                        | 8                                         | 12                                        | 64                                        | 39                                        | +25                                       | 44                                        | 5.    |
| 1923/24              | Третій дивізіон - Північ | 3      | 42                                        | 14                                        | 14                                        | 14                                        | 55                                        | 53                                        | +2                                        | 42                                        | 10.   |
| 1924/25              | Третій дивізіон - Північ | 3      | 42                                        | 15                                        | 11                                        | 16                                        | 62                                        | 65                                        | -3                                        | 41                                        | 11.   |
| 1925/26              | Третій дивізіон - Північ | 3      | 42                                        | 13                                        | 11                                        | 18                                        | 68                                        | 74                                        | -6                                        | 37                                        | 17.   |
| 1926/27              | Третій дивізіон - Північ | 3      | 42                                        | 11                                        | 10                                        | 21                                        | 66                                        | 83                                        | -17                                       | 32                                        | 18.   |
| 1927/28              | Третій дивізіон - Північ | 3      | 42                                        | 10                                        | 10                                        | 22                                        | 56                                        | 97                                        | -41                                       | 30                                        | 22.   |
| 1928/29              | Третій дивізіон - Північ | 3      | 42                                        | 21                                        | 9                                         | 12                                        | 82                                        | 49                                        | +33                                       | 51                                        | 4.    |
| 1929/30              | Третій дивізіон - Північ | 3      | 42                                        | 13                                        | 7                                         | 22                                        | 60                                        | 88                                        | -28                                       | 33                                        | 18.   |
| 1930/31              | Третій дивізіон - Північ | 3      | 42                                        | 19                                        | 5                                         | 18                                        | 76                                        | 86                                        | -10                                       | 43                                        | 10.   |
| 1931/32              | Третій дивізіон - Північ | 3      | Клуб розформований, результати скасували. | Клуб розформований, результати скасували. | Клуб розформований, результати скасували. | Клуб розформований, результати скасували. | Клуб розформований, результати скасували. | Клуб розформований, результати скасували. | Клуб розформований, результати скасували. | Клуб розформований, результати скасували. | –.    |